# Tshering Choden
Tshering Choden (* 1. Januar 1979 in Trashigang) ist eine bhutanische Bogenschützin. Die 1,65 Meter große und 52 Kilogramm schwere Choden nahm in den Jahren 2000 und 2004 an den Olympischen Bogenschießwettbewerben teil; bei ihrer ersten Teilnahme in Sydney belegte sie den 43. Platz, vier Jahre darauf in Athen landete Choden auf dem 32. Rang. Sie war bis 2014 Trainerin von Sherab Zam.